# Българи в Алжир
Българите в Алжир са около 200 души.

## Организации

### Дружества
Български дружества са:
- Дружество на българките, гр. Алжир. Председателка е Лилия Сади.
- Дружество за приятелство между България и Алжир, София (от 1985). Председател е Григор Кръчмарски, бивш посланик в Алжир.

### Училища
- Българско училище, гр. Алжир – учредено от Дружеството на българките през есента на 2009 г. Занятията се водят в Посолството от януари 2010 г. Преподаватели са Татяна Харкат, Лилия Сади.